# 中板橋
中板橋（日语：／ Naka-itabashi */?）是東京都板橋區的町名，為未設丁目的單獨町名。 
板橋區全域已實施住居表示。

## 地理
位於板橋區東南部。北與雙葉町以石神井川為界，東鄰榮町，南接仲町，西南通彌生町，西北與常盤台以石神井川為界，西與南常盤台以石神井川為界。南邊有東武東上線通過。町內主要為商業區，中板橋站周邊形成商店街，近年開始進行公寓建設。

### 地形
位於武藏野台地成增台高地。相對於北側的雙葉町地勢往石神井川傾斜，南側的中板橋地勢大致平坦。

### 河川
- 石神井川（日语：石神井川）：町域北邊。以石神井川櫻花樹聞名。

## 歷史
廢藩置縣前屬武藏國豐島郡下板橋宿與上板橋村。

### 沿革
- 1871年（明治4年）：編入東京府。實施大區小區制（日语：大区小区制）。
- 1878年（明治11年）：依據郡區町村編制法（日语：郡区町村編制法）設置北豐島郡，屬東京府北豐島郡下板橋宿與上板橋村。
- 1889年（明治22年）4月1日：市制町村制施行，屬東京府北豐島郡板橋町大字下板橋。
- 1914年（大正3年）：東上鐵道開通，但未在此地設站。
- 1926年（大正15年）：東武鐵道在東武東上線設置中板橋臨時停留所，僅夏季營運。為了服務板橋遊泉園遊客，隔年至1932年每年夏季開放。
- 1927年（昭和2年）：板橋遊泉園開幕。
- 1932年（昭和7年）10月1日：東京府內市郡合併，板橋區成立，屬東京府東京市板橋區（舊）板橋町九丁目與（舊）上板橋町一丁目。（1943年8月1日東京都制施行）
- 1933年（昭和8年）7月12日：東武東上線中板橋臨時停留所昇格停車站，為中板橋站。
- 1937年（昭和12年）左右：板橋遊泉園關閉。
- 1957年（昭和32年）5月1日：地番整理，（舊）板橋町九丁目部分地區與（舊）上板橋町一丁目部分地區重編為中板橋。

### 地名由來
東武鐵道開設車站時，因位於上板橋宿與下板橋宿中間，因而命名為「中板橋」。歷史上沒有名為中板橋的宿場、町村。

## 交通

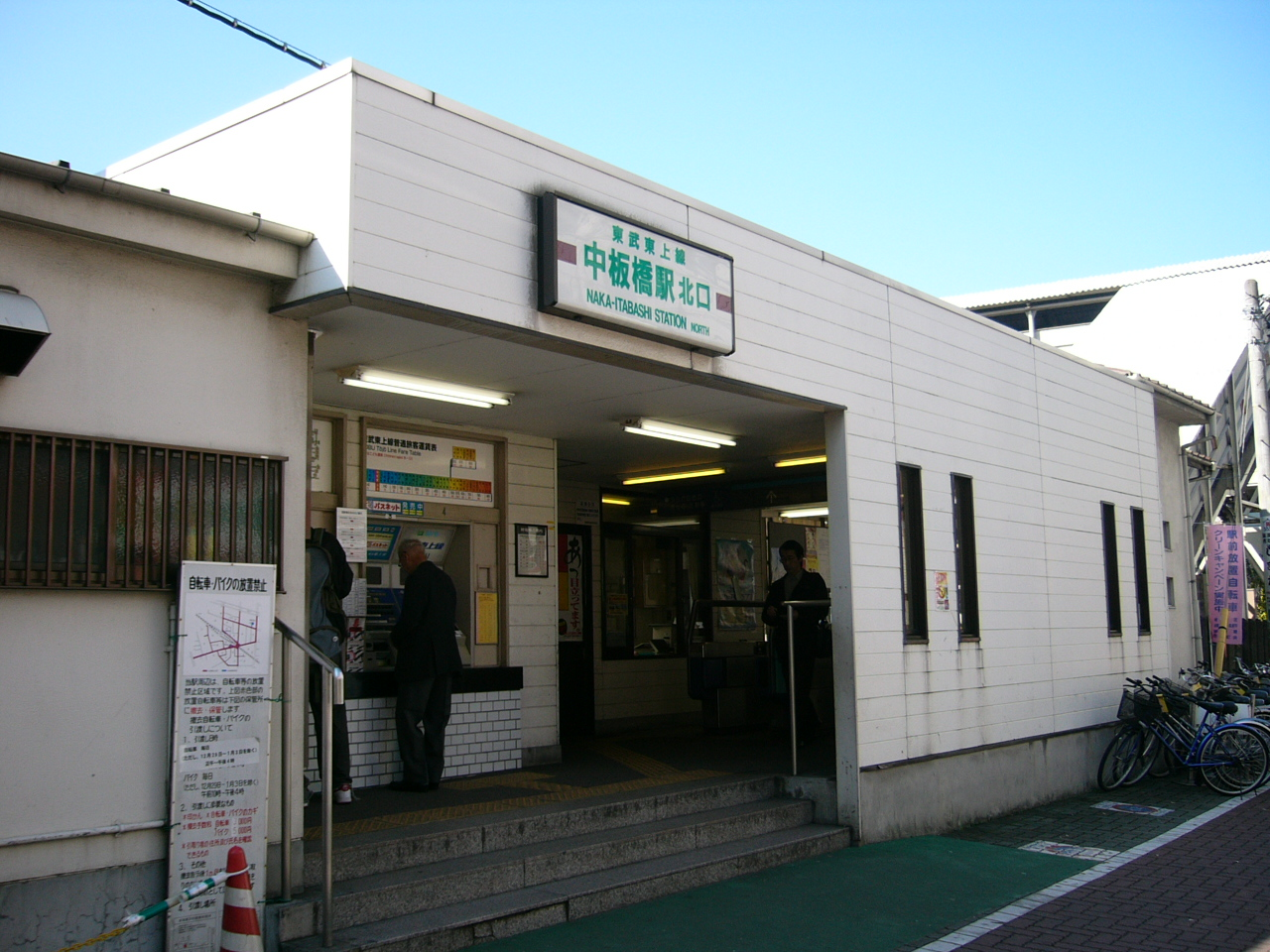
中板橋站北口。

### 鐵道
- 東武鐵道
  - 東武東上線：中板橋站－僅停靠各站停車。
    - 上行：池袋方向
    - 下行：成增、川越市、寄居方向
- 月台大部分與跨線橋部分位於町內，站舍南口、北口位於彌生町。

### 巴士
- 町內無路線巴士系統與巴士站。步行5至15分鐘可達「中板橋站入口」巴士站（位於雙葉町、富士見町的環七通。可搭乘國際興業巴士（日语：国際興業バス）、關東巴士赤31系統，都營巴士王78系統）。此外，國際興業巴士赤51系統在仲町停留所可轉乘東武東上線中板橋站。

### 道路
- 中板橋站前通

## 設施
- 中板橋兒童館
- 中板橋郵便局
- 中板橋易卜生工作室（中板橋イプセンスタジオ）
- 吉屋（日语：よしや）本店

## 備註
1. ↑  .   [2014-09-21]. （原始内容存档于2014-09-14）.
2. ↑  板橋区教育委員会『いたばしの地名』，1995年3月，P127。
3. ↑  .   [2014-09-21]. （原始内容存档于2014-09-17）.